# フィンガルの洞窟

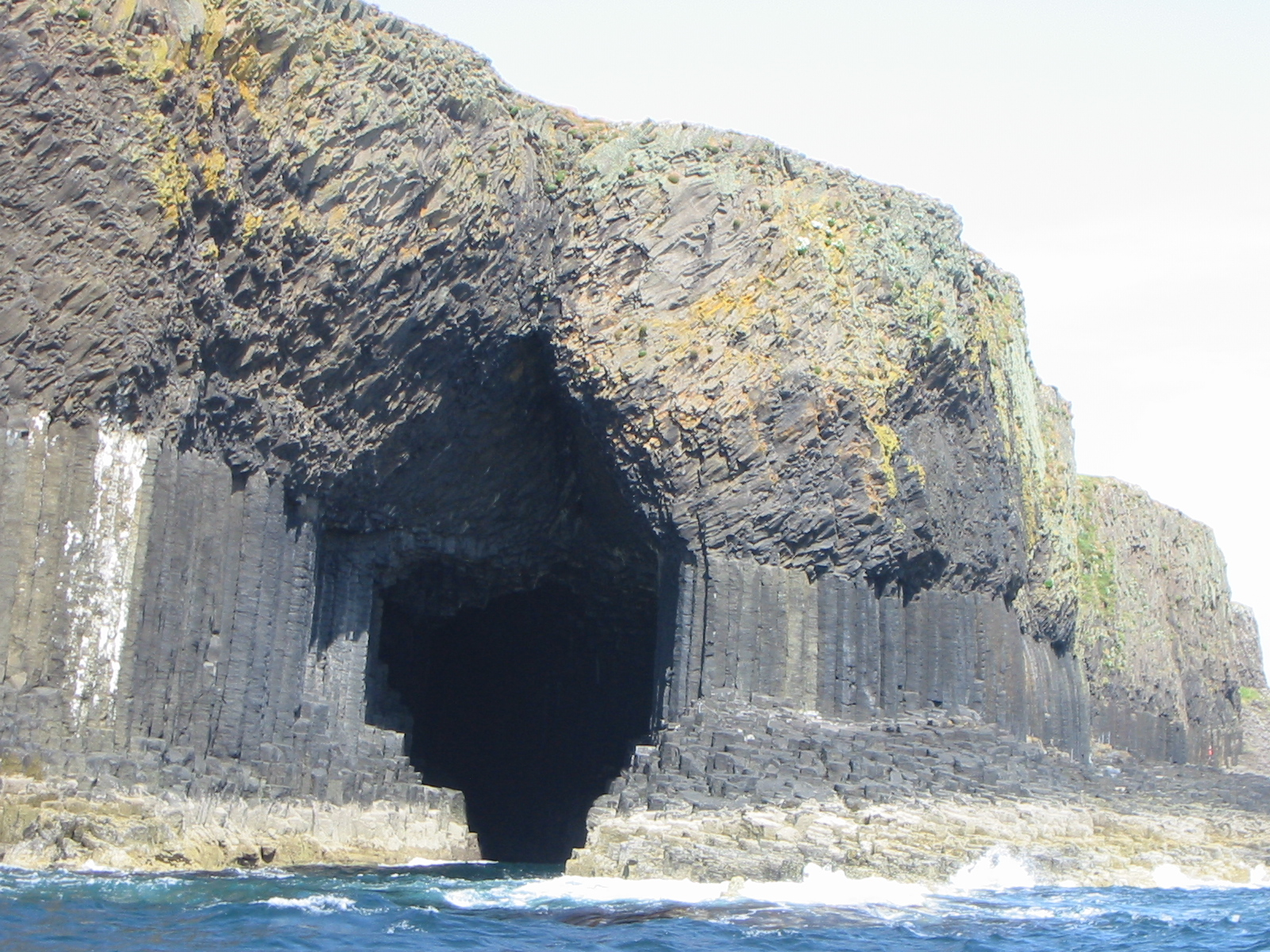
洞窟入り口、2004年。

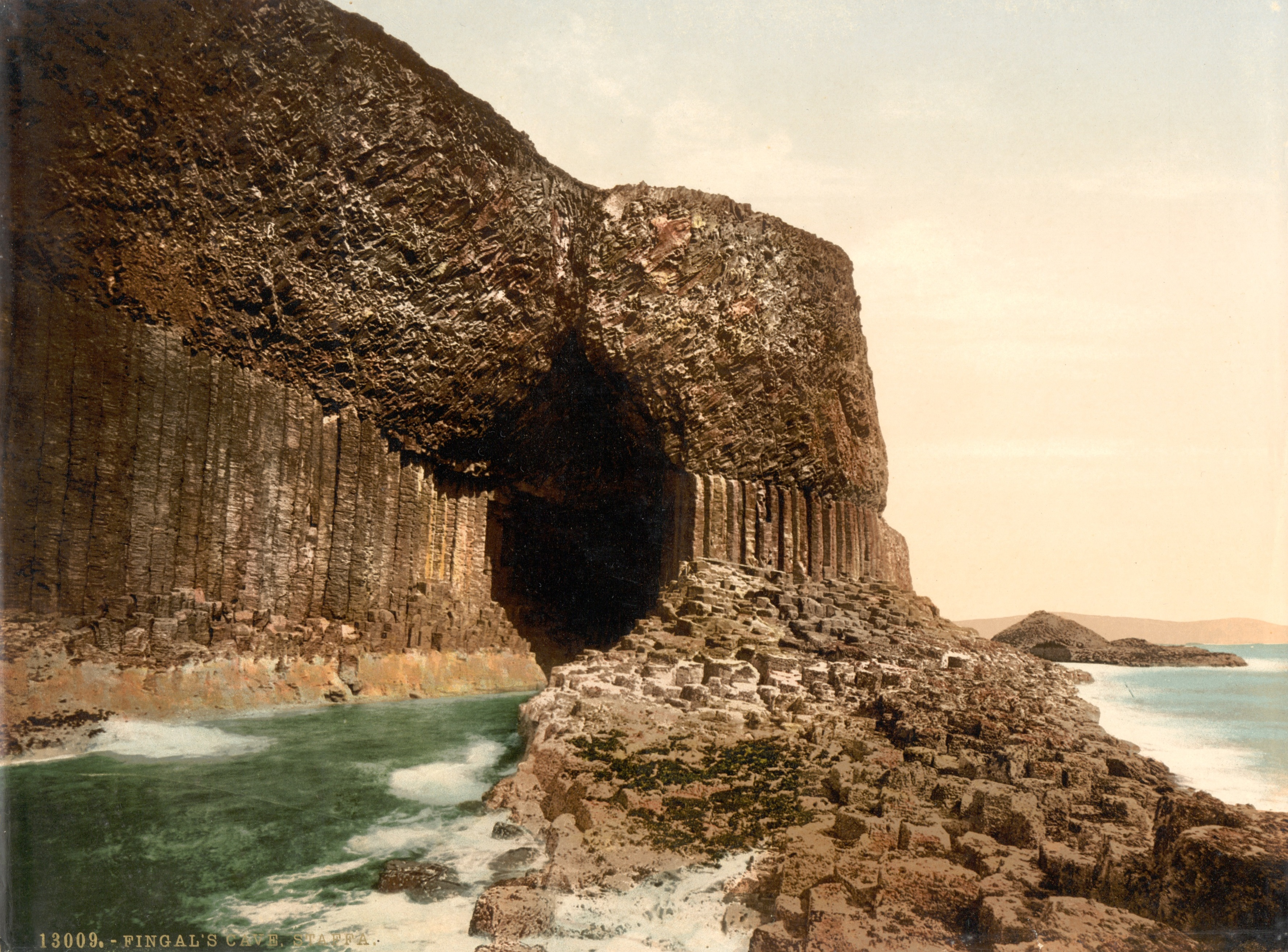
引き潮の洞窟入り口、1900年。

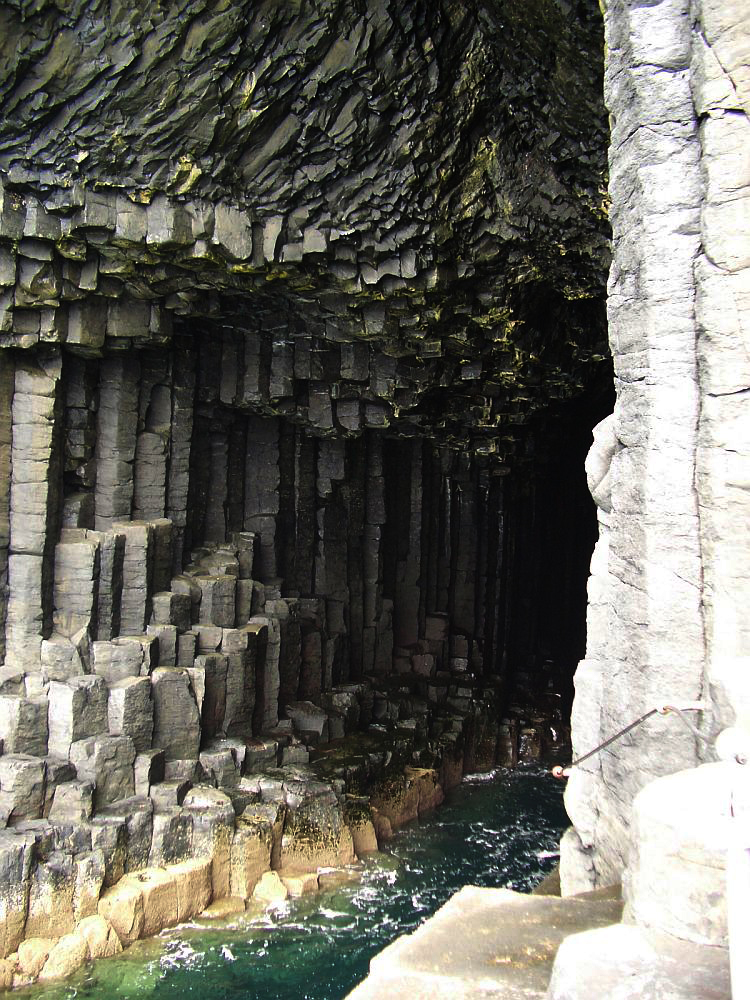
玄武岩の柱状節理

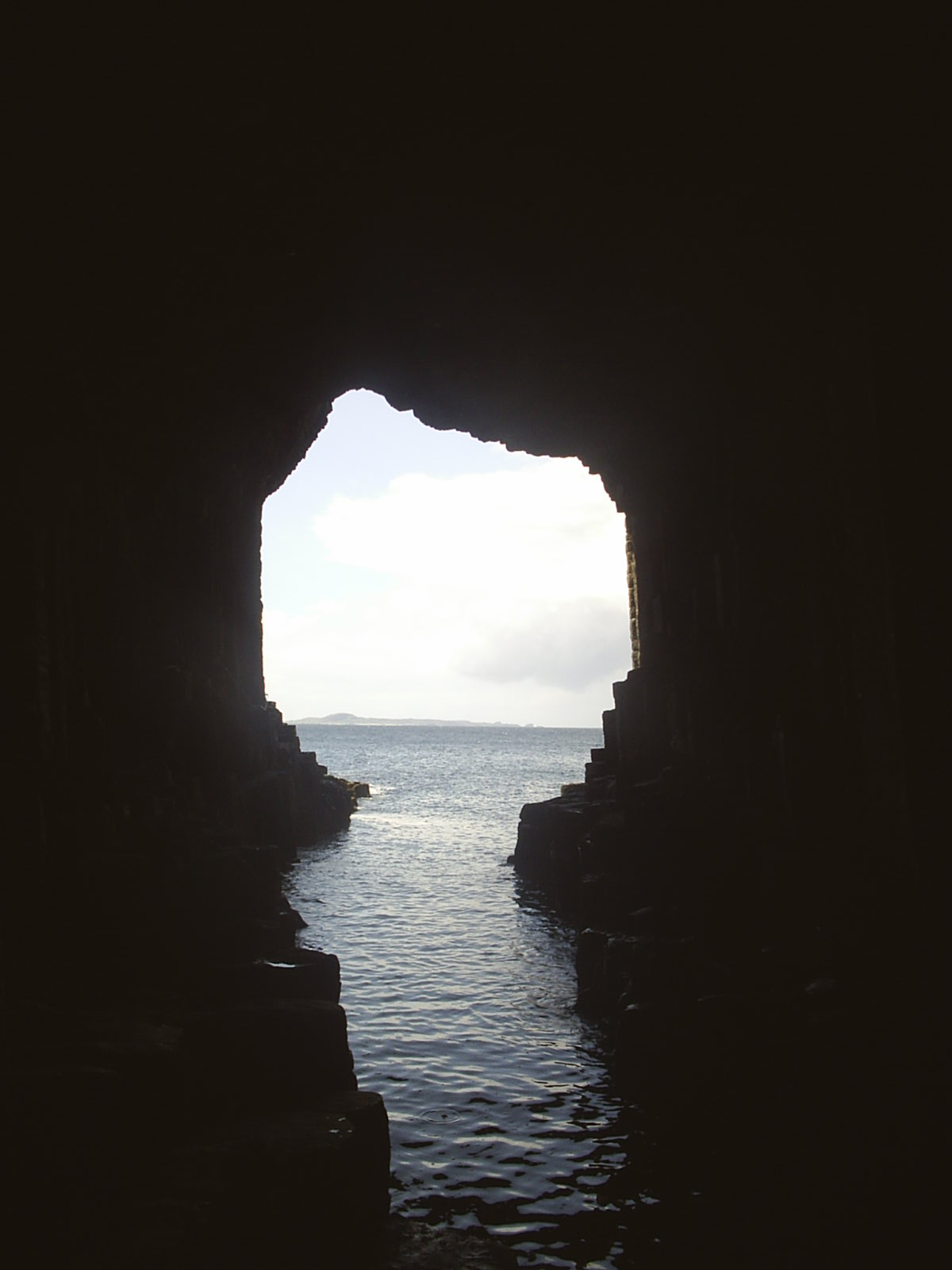
洞窟内の海底から、彼方のアイオナ島の見晴らし。2004年

フィンガルの洞窟（フィンガルのどうくつ、英語：Fingal's Cave）はスコットランド・ヘブリディーズ諸島の無人島スタファ島にある洞窟。フェリックス・メンデルスゾーンがその光景に霊感を受けて作曲した演奏会用序曲『フィンガルの洞窟』によっても知られる。

## 概要
フィンガルの洞窟は、スコットランド・ナショナル・トラストが所有する自然保護区の一部、スコットランドのインナー・ヘブリディーズ群島の無人島であるスタファ島に存在する海食洞である。 全体に六角柱状の柱状節理が発達した玄武岩中に形成されている。同じく古い溶岩流に発達した北アイルランドのジャイアンツ・コーズウェーの柱状節理（世界遺産）と構造的に同じものである。
柱状節理は高温の溶岩が冷える過程で、六角形の割れ目が生じるためにできる（泥が乾燥するときに縮みながら割れるのと似ている）。溶岩塊が冷えて縮むにつれ、ひび割れが表面から徐々に溶岩内部に伸び、六角形の柱群を形成する。これが後に波浪の浸食を受けて形成された洞窟地形である。
その大きさと自然にアーチ状に曲がった天井、そして波のこだまが生む不気味な音は、天然の大聖堂の雰囲気を与えている。洞窟のゲール語の名前 Uamh-Binn は「歌の洞窟」を意味する。
この洞窟は、18世紀の自然主義者ジョゼフ・バンクスによって1772年に「発見」された。そして、18世紀スコットランドの詩人・歴史家のジェイムズ・マクファーソンの叙事詩によって「フィンガルの洞窟」として知られるようになる。この詩は、詩人本人によって古いスコットランド・ゲール語の詩に基づいたとされる『オシアン詩集』に含まれ、フィンガルというのはその主人公の名である。フィンガルはアイルランド神話の英雄フィン・マックール（Fionn mac Cumhaill）にあたる。マクファーソンが「白い異邦人」を意味するゲール語であるフィンガルという名をこの人物にあてたのは誤解であるようである。というのも古ゲール語では、フィン・マックールは「フィン」（Finn）として登場するからである。ジャイアンツ・コーズウェーの伝説によると、フィン（Fionn / Finn）は、アイルランドとスコットランドの間に玄武岩の街道を造ったという。
作曲家フェリックス・メンデルスゾーンは1829年にこの地を訪れ、洞窟の中の不気味なこだまに霊感を得て、演奏会用序曲『ヘブリディーズ諸島（フィンガルの洞窟）』作品26を作曲した。この序曲により「フィンガルの洞窟」は観光地として有名になった。その他の19世紀の著名な訪問者に、作家のジュール・ヴェルヌ、詩人のウィリアム・ワーズワース、ジョン・キーツ、アルフレッド・テニスンや、印象派の画家ジョゼフ・ターナーがいる。ターナーは1832年に「スタッファ島、フィンガルの洞窟」を描いた。劇作家のアウグスト・ストリンドベリは、「フィンガルのグロットー（人造洞窟）」と呼ばれる場所を舞台に『夢の戯曲』（Drömspelet、1902年）を執筆した。メンデルスゾーンと親交のあったヴィクトリア女王もこの地を訪れたという。
スコットランドの小説家ウォルター・スコットはフィンガルの洞窟を次のように表現している。「私が今まで見た中で最も非凡な場所の一つだ。私の考えでは、いままで聞いたどんな描写をも超えていた……大聖堂の屋根のように高い玄武岩の柱だけで出来ており、岩の中奥深くに続き、深い波立つ海によって永遠に洗われ、そして赤い大理石（訳注：表現上の語で、岩石学的な意味の大理石ではない）で、あたかも舗装されたかのように敷き詰められ、描写を超えている」
この洞窟には、大きな弓なりの入り口があり、海水が満ちているが、小舟で入って行くことはできない。 4月から9月までの間、いくつかの地元の旅行社によって遊覧船ツアーが洞窟近くまで行っている。島に上陸して陸路で洞窟まで歩いていくことは可能である。柱状節理が割れてできた岩だなが満潮位よりも上にあるので、ここを伝って徒歩で散策することができる。洞窟内からは、海のかなたに浮かんだ聖アイオナ島が洞口のシルエットが枠となって切り取られたかのような景色を楽しめる。

## 洞窟の規模
- Wood-Nuttal Encyclopaedia （1907年版）: 水深69メートル（227フィート）、高さ20メートル（66フィート）[11]。
- National Public Radio: 水深45メートル（150フィート）、高さ22メートル（72フィート）[12]。
- Show Caves of the World: 水深85メートル（279フィート）、高さ23メートル（75フィート）[4]。